# Sauromatum
Sauromatum é um género botânico pertencente à família Araceae.